# Pacific-Klasse
Die Pacific-Klasse ist ein Klasse von 22 Patrouillenbooten.

## Allgemeines
Die auch als Pacific-Forum-Klasse oder ASI 315 bezeichnete Klasse, wurde von Australien im Rahmen des Pacific Patrol Boat Program für 12 Südpazifik-Staaten zwischen 1985 und 1997 gebaut und gespendet. Sie werden vom Militär, den Küstenwachen oder der Polizei der Staaten betrieben.

## Betreiberländer
Es gibt insgesamt 12 Betreiberländer:
- Papua-Neuguinea (4 Boote)
- Fidschi (3)
- Föderierte Staaten von Mikronesien  (3)
- Tonga (3)
- Salomonen (2)
- Cookinseln (1)
- Kiribati (1)
- Marshallinseln (1)
- Palau (Remeliik)
- Samoa (Nafanua)
- Tuvalu (1)
- Vanuatu (1)